# Yacine Silini
Yacine Silini, né en 1968, est un judoka algérien.
Ce judoka évoluant à l'USM Alger est 2 fois champion d'Algérie juniors, 1 fois champion d'Algérie séniors, champion arabe junior 1987 à Bagdad dans la catégorie des moins de 86 kg et champion d'Afrique  par équipes en 1990 à Alger,.
Il est médaillé de bronze dans la catégorie des moins de 86 kg aux Jeux africains de 1991, médaillé d'or dans la catégorie des moins de 86 kg et médaillé d'argent par équipes aux Championnats d'Afrique de judo 1996, médaillé d'argent dans la catégorie des moins de 86 kg aux Championnats d'Afrique de judo 1997 et médaillé d'argent toutes catégories aux Championnats d'Afrique de judo 2000.
Plusieurs fois entraîneur de l'équipe nationale, il devient Directeur Technique National (DTN) à la Fédération algérienne de judo en août 2013.